# Volleybal Combinatie Amigos, Smash en Avanti 2019-2020
Questa voce raccoglie le informazioni riguardanti il Volleybal Combinatie Amigos, Smash en Avanti nelle competizioni ufficiali della stagione 2019-2020.

## Organigramma societario
Area direttiva
- Presidente: Stephan Haukes

Area tecnica
- Allenatore: Joost Joosten

## Rosa
| N° | Nome                      | Ruolo | Data di nascita   | Nazionalità sportiva |
| -- | ------------------------- | ----- | ----------------- | -------------------- |
| 1  | Zachary Palánkai-Omoshebi | P     | 11 dicembre 1998  | Inghilterra          |
| 2  | Dion Verweij              | C     | 1998              | Paesi Bassi          |
| 3  | Max van der Weerden       | S     | 1999              | Paesi Bassi          |
| 4  | Colin Zuijdgeest          | S     | 8 settembre 1998  | Paesi Bassi          |
| 5  | Imre Harnischmacher       | S     | 1995              | Paesi Bassi          |
| 6  | Nikita Artamonov          | P     | 22 marzo 1998     | Paesi Bassi          |
| 7  | Dicky Kottink             | P     | 1994              | Paesi Bassi          |
| 8  | Jesper van Muijden        | C     | 13 febbraio 2001  | Paesi Bassi          |
| 9  | Joris Zwanenburg          | S     | 13 settembre 1995 | Paesi Bassi          |
| 10 | Duco Krook                | C     | 1996              | Paesi Bassi          |
| 11 | Corey Pieper              | O     | 14 marzo 1996     | Stati Uniti          |
| 12 | Nils Fleuren              | L     | 1994              | Paesi Bassi          |

## Statistiche

### Statistiche di squadra
| Competizione          | Punti | In casa | In casa | In casa | In trasferta | In trasferta | In trasferta | Totale | Totale | Totale |
| Competizione          | Punti | G       | V       | P       | G            | V            | P            | G      | V      | P      |
| --------------------- | ----- | ------- | ------- | ------- | ------------ | ------------ | ------------ | ------ | ------ | ------ |
| Eredivisie            | 15    | 9       | 4       | 5       | 10           | 1            | 9            | 19     | 5      | 14     |
| Coppa dei Paesi Bassi | -     | 0       | 0       | 0       | 1            | 0            | 1            | 1      | 0      | 1      |
| Totale                | -     | 9       | 4       | 5       | 11           | 1            | 10           | 20     | 5      | 15     |